# (29726) 1999 AH26
(29726) 1999 AH26 est un astéroïde de la ceinture principale d'astéroïdes découvert en 1999.

## Description
(29726) 1999 AH26 a été découvert le 9 janvier 1999 à Uenohara, Yamanashi, ville de la préfecture de Yamanashi, au Japon, par Nobuhiro Kawasato.

### Caractéristiques orbitales
L'orbite de cet astéroïde est caractérisée par un demi-grand axe de 2,59 ua, un périhélie de 2,47 ua, une excentricité de 0,05 et une inclinaison de 3,88° par rapport à l'écliptique. Du fait de ces caractéristiques, à savoir un demi-grand axe compris entre 2 et 3,2 ua et un périhélie supérieur à 1,666 ua, il est classé, selon la JPL Small-Body Database, comme objet de la ceinture principale d'astéroïdes.

### Caractéristiques physiques
(29726) 1999 AH26 a une magnitude absolue (H) de 14,7 et un albédo estimé à 0,428.